# Feriköy SK
El Ferikoy SK es un equipo de fútbol de Turquía que juega en la Turkish Regional Amateur League, la quinta división de fútbol en el país.

## Historia
Fue fundado el 14 de junio de 1927 en la ciudad de Sisli en Estambul con el nombre Ferikoyspor como un club multideportivo en donde su sección más importante es la de boxeo, la cual tiene bastante renombre en Turquía.
Fue hasta 1954 se participa por primera vez en un torneo de fútbol, y fue en la liga regional de Estambul, liga en la que salió campeón en 1956. En 1959 se convirtió en uno de los equipos fundadores de la Superliga de Turquía, terminando en séptimo lugar en su temporada inaugural.
El club jugó las primeras nueve temporadas de la liga luego de descender en 1968 tras quedar en último lugar entre 17 equipos, y posteriormente pierde su estatus de equipo profesional y desde el año 2000 ha pasado jugando en las divisiones de fútbol aficionado.

## Palmarés
- Liga de Estambul: 1

1956

## Entrenadores
- Ali Beratlıgil (1972-73)

## Temporadas
- Turkish Super League: 1959–1968
- TFF Primera División: 1968–1973, 1982–1983
- TFF Segunda División: 1973–1975, 1984–1994, 1999–2000
- Turkish Regional Amateur League: 1958–1959, 1975–1982, 1983–1984, 1994–1999, 2000–10, 2012
- Liga Aficionada de Estambul: 2010-12